# Melanie Jans
Melanie Jans (* 3. Juli 1973 in Montreal) ist eine ehemalige kanadische Squashspielerin.

## Karriere
Melanie Jans spielte von 1991 bis 2007 auf der WSA World Tour und gewann auf dieser sechs Titel. Ihre höchste Platzierung in der Weltrangliste erreichte sie mit Rang 25 im März 1999. Bei den Panamerikanischen Spielen gewann sie 1995 Gold mit der Mannschaft. 1999 gewann sie sowohl im Einzel als auch mit der Mannschaft die Goldmedaille. 2003 errang sie in beiden Wettbewerben jeweils die Silbermedaille. Mit der kanadischen Nationalmannschaft nahm sie an insgesamt acht Weltmeisterschaften teil: 1992, 1994, 1996, 1998, 2000, 2002, 2004 und 2006. Sie wurde 1998, 2000, 2001 und 2004 kanadischer Landesmeister. Nach ihrer aktiven Karriere begann sie eine Trainertätigkeit beim kanadischen Verband Squash Canada, darunter als Cheftrainerin für die kanadische Damennationalmannschaft.

## Erfolge
- Gewonnene WSA-Titel: 6
- Panamerikanische Spiele: 3 × Gold (Mannschaft 1995, Einzel und Mannschaft 1999), 2 × Silber (Einzel und Mannschaft 2003)
- Kanadischer Meister: 4 Titel (1998, 2000, 2001, 2004)